# Rävlöt prästgård

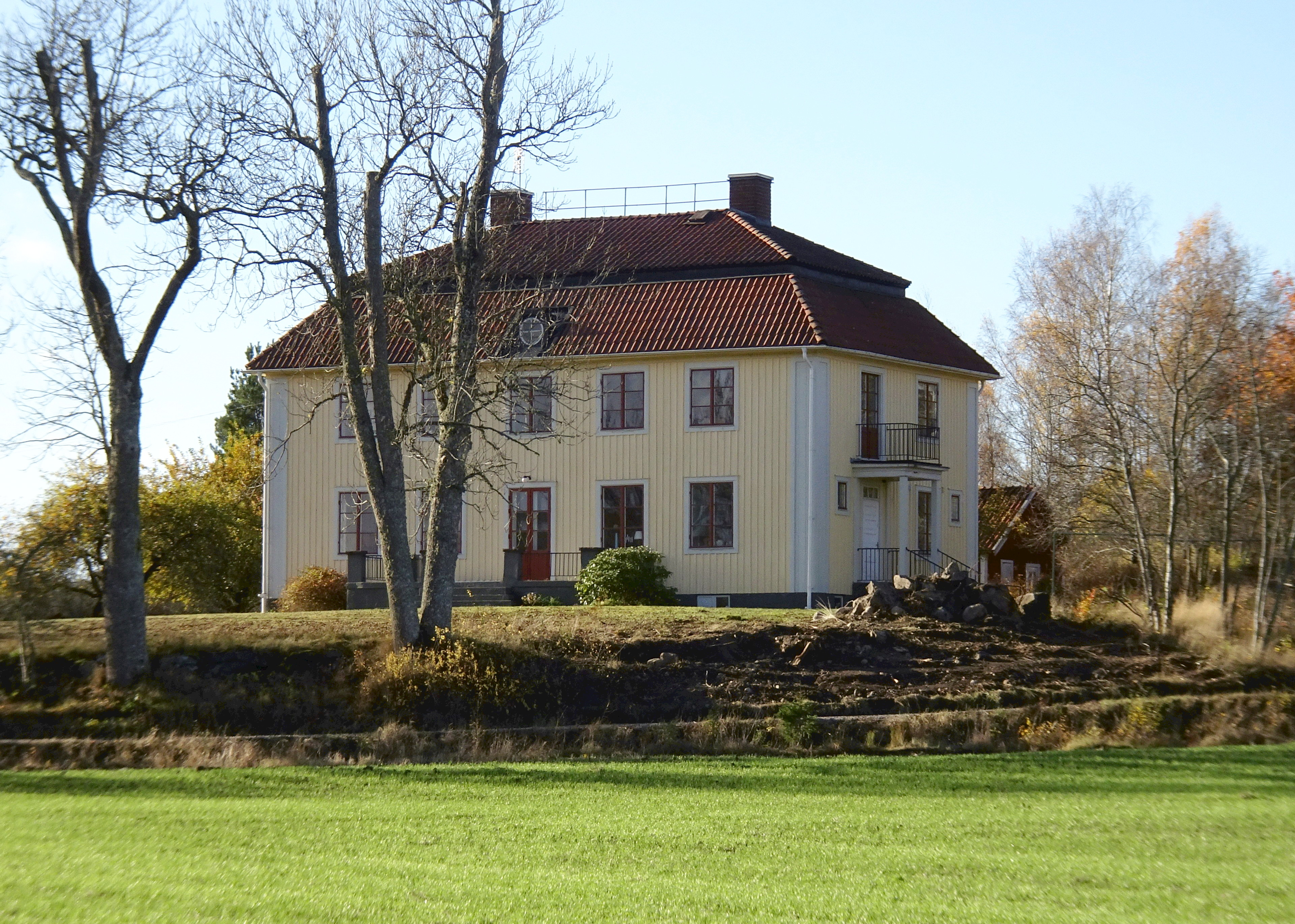
Rävlöt prästgård 2016.

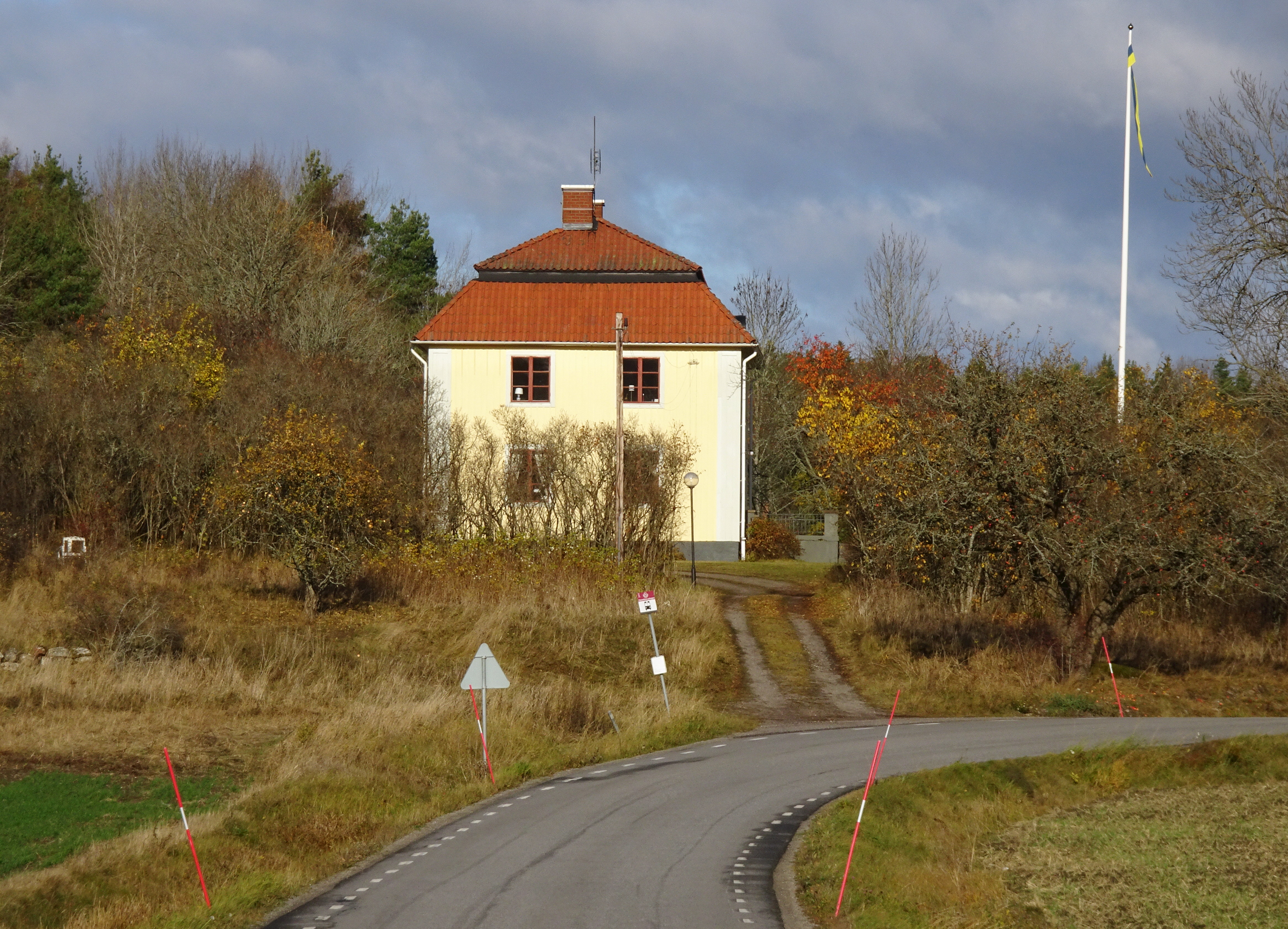
Gaveln mot Sandviksvägen.

Rävlöt prästgård är en byggnad på Enhörnahalvön i Södertälje kommun. Rävlöt utgör prästgård för Enhörna församling. Enligt en inventering av kommunen representerar Rävlöts byggnader "ett byggnadshistoriskt och arkitekturhistoriskt intresse [...] och uppfyller ett högt samhällshistoriskt symbolvärde i bygden".

## Historik
Rävlöts prästgård med tillhörande byggnader ligger vid landsvägen (nuvarande Sandviksvägen) mot Sandviken strax norr om Ytterenhörna kyrka. Själva huvudbyggnaden syns långt över det  omgivande kulturlandskapet. Som boplats är Rävlöt dokumenterad åtminstone sedan slutet av 1400-talet. Men platsen var bebodd mycket tidigare än så, som en närbelägen hällristning i form av 47 skålgropar från bronsåldern kan vittna om.
Föregångaren till Rävlöt prästgård var Äleby prästgård nära Överenhörna kyrka. År 1678 blev Rävlöt kaplansgård. År 1825 uppfördes en ny huvudbyggnad vid Rävlöt, den revs 1931 och nuvarande prästgård uppfördes. Byggnaden är ett tvåvåningars panelklätt trähus med säteritak. Gestaltningen är influerad av äldre herrgårdsarkitektur. I anslutning till mangårdsbyggnaden ligger ett äldre knuttimrat boningshus samt ett knuttimrad uthus.